# 低清
低清（英語：Dissy）是一家马来西亚创意内容团队与制作公司，成立于2018年，总部位于吉隆坡。公司主要从事网络影片制作、综艺节目录制及社交媒体内容运营，其作品多以马来西亚本地生活为题材，涵盖职场、饮食文化与家庭关系等议题。内容常以轻松、幽默的方式呈现，并结合本地语言元素。2025年低清团队首次进军商业电影，其贺岁电影《关你茶室》成为九年来首部突破千万令吉票房的马来西亚本地华语电影。

## 名称由来
根据2020年低清主创刘俊豪（沐人）在YouTube频道突破十万订阅的问答影片中所言，「低清」这个名字其实是随意所取。当时他们想走叛逆路线，而大家都强调拍影片需要「高清」，于是他们便反其道而行，取名「低清」。此名字大约只花了三十秒就决定。

## 发展历程
低清由刘俊豪（沐人）等六位具影视背景的合伙人共同创立，其前身为制作团体Black Poet。公司初期以创作非商业短片为主，后逐步拓展至音乐制作与电影领域。2018年12月，低清成立并发布首支短片。2020年起，低清推出《山顶黑毒蛇》等啦啦文化系列歌曲，在社交媒体平台获得广泛关注。该系列歌曲也在其他地区的平台爆火。
2023年1月1日，低清于吉隆坡亚通体育馆举办演出活动《低清翻车演唱会》。演唱会结合歌舞与情景剧形式，共耗资250万令吉。
2025年1月29日，低清推出首部贺岁电影《关你茶室》（Close Ur Kopitiam），先后在马来西亚和新加坡院线上映。该电影由章伟仁执导，新加坡艺人李国煌参与演出，融合本地茶室文化与探讨网络暴力等社会现象。该片取得亮眼成绩，票房超过1,320万令吉，成为马来西亚本地华语影史票房记录第三名。同年，低清团队宣布启动第二部贺岁电影《寄生下流》的拍摄。

## 主要成员
| 成员名称          | 本名   | 备注             |
| ----------------- | ------ | ---------------- |
| 沐人              | 刘俊豪 | 创办人           |
| 大Hee             | 许明祥 | 扮演“Maria”走红  |
| Anthony蚂蚁       | 黄乔倪 | 长期出演         |
| Yuriko 王籽涵     | 王籽涵 | 《关你茶室》女主 |
| Adeline           | 黄楚琳 | 《寄生下流》女主 |
| Zuvia             | 蔡婉晴 | 长期出演         |
| Michie Lam        | 林镁钻 | 长期出演         |
| 丧Bill            | 傅稼尧 | 《关你茶室》男主 |
| Yuniyce           | 王芷欣 | 长期出演         |
| 金尘武            | 张宥澄 | 长期出演         |
| Judy Pang         | 彭祖荻 | 长期出演         |
| MOKA（Okokokmou） | 洪欣仪 | 2023年离队       |
| K佬               | 赖嘉兴 | 2025年初离队     |

## 影视与音乐作品

### 电影
- 《关你茶室》（2025年）[11]
- 《寄生下流》（制作中）[14]

### 音乐作品（部分）
- 啦啦文化歌曲系列[17]
  - 《山顶黑毒蛇》（2020年）
  - 《Steady Bom Bibi》（2021年）
  - 《Settle》（2022年）
  - 《Tokong》（2024年）
- 80年代复古风改编歌曲系列[18]
  - 《熱愛105℃的你》（2021年）
  - 《愛你》（2022年）
  - 《巴生好》（2023年）
  - 《Cupid》（2023年）
  - 《科目三》（2024年）

## 演唱会

### 低清翻车演唱会
- 日期：2023年1月1日
- 地点：吉隆坡亚通体育馆
- 内容：12位成员全员演出，结合歌舞、脱口秀、情境剧等元素。[7]

## 争议
- 2022年《星洲日报》专栏作家陈利威曾批评低清团队制作的影片，大多内容低俗、哗众取宠。[19]但评论家林佚则认为《山顶黑毒蛇》系列歌曲，反映了马来西亚独特的啦啦文化，是其身处时代的注脚。[17]
- 2023年与2025年，前成员MOKA与K佬先后退出团队，曾引起粉丝讨论是否另有隐情。[15][16]
- 2025年3月，低清在《关你茶室》庆功宴上宣布将与片中演员赖宇涵打造另一部贺岁电影《一路靠北》。[20]然而在同年7月，低清表示由于与赖宇涵理念不合，电影《一路靠北》已告吹，并改以《寄生下流》作为2026年的贺岁片。[14]